# Kodöden, Dalarna
Kodöden är en sjö i Älvdalens kommun i Dalarna och ingår i Dalälvens huvudavrinningsområde.